# پایگاه هوایی چتم نیول
پایگاه هوایی چتم نیول (به انگلیسی: Chatham Naval Air Station) یک فرودگاه نظامی است که یک باند فرود آب دارد. این فرودگاه در شهر چتم، ماساچوست کشور ایالات متحده آمریکا قرار دارد .